# Iván Lepiojin
Iván Ivánovich Lepiojin (en ruso: Иван Иванович Лепёхин; 1740 - 1802), conocido también por su abreviatura científica Lepechin y por la transliteración al inglés Lepekhin, fue un explorador, lexicógrafo, ornitólogo, botánico, y algólogo ruso, que realizó estudios de identificación y clasificación de unas 29 nuevas especies en las familias Ranunculaceae, Asteraceae, y Onagraceae. Estudió en Estrasburgo, obteniendo el doctorado; y accedió a adjunto en la Academia Imperial de Ciencias de San Petersburgo, donde participó en el "Diccionario de la Academia Rusa." Escribió el prefacio de su segunda edición (1806), siguiendo los puntos de vista lingüístico de la Universidad de Moscú.
En 1768, comenzó un viaje de exploración en la región de Volga y mar Caspio. Al año siguiente se trasladó a los Urales, donde permaneció cinco años. Exploró Siberia de 1774 a 1775.
Durante mucho tiempo fue jefe del Jardín Botánico Imperial de San Petersburgo. Fue el primer gran investigador ruso de las plantas medicinales.

## Algunas publicaciones
- Ivan Ivanovich Lepechin. 1771. «Дневные записки путешествия доктора и Академии наук адъюнкта Ивана Лепёхина по разным провинциям Российского государства в 1768 и 1769 (Viaje de la Academia de Ciencias, y del doctor Lepekhin a varias provincias del Estado ruso en 1768 y 1769). Parte 1. SPB.

- ----------------------------. 1772. «Продолжение Дневных записок путешествия доктора и Академии наук адъюнкта Ивана Лепёхина по разным провинциям Российского государства в 1770 году (Continuación de las notas de viaje del doctor Ivan Lepekhin y la Academia de Ciencias, a varias provincias del Estado ruso en 1770). Parte 2. SPB.

- ----------------------------. 1774. Herrn Iwan Lepechin, der Arztneykunst Doktor und der Akademie der Wissenschaften zu Petersburg Adjunktus, Tagebuch der Reise durch verschiedene Provinzen des russischen Reiches. Aus dem Russischen übersetzt von Christian Heinrich Hase. Ed. Altenburg, 1774–1783.

- ----------------------------. 1780. «Продолжение Дневных записок путешествия доктора и Академии наук адъюнкта Ивана Лепёхина по разным провинциям Российского государства в 1771 году. Часть 3 (Continuación de las notas de viaje del doctor Ivan Lepekhin y la Academia de Ciencias, a varias provincias del Estado ruso en 1771)». Parte 3. SPB.

- ----------------------------. 1783. «Размышления о нужде испытывать лекарственную силу собственных произрастений (Reflexiones sobre la necesidad de probar las drogas debido a su propia)» (М.

- ----------------------------. 1798. «Краткое руководство к разведению шелков в России (Breve guía para el cultivo de la seda en Rusia)»

- ----------------------------. 1780. «Способы отвращения в рогатом скоте падежа (Métodos de evaluación de la mortalidad de ganado)»

- ----------------------------. 1805. «Продолжение Дневных записок путешествия доктора и Академии наук адъюнкта Ивана Лепёхина по разным провинциям Российского государства. Часть 4 (Continuación de las notas de viaje del doctor Ivan Lepekhin y la Academia de Ciencias a varias provincias del Estado ruso. parte 4.» Publicado póstumamente, compilado N. Ozeretskovsky incluye poner fin a "notas del día", así como una serie de documentos geográfica Ozeretskovsky, Krestinina VV, Fomin A. y otros

## Honores

### Epónimos
Géneros
- (Lamiaceae) Lepechinia Willd.[1]
- (Boraginaceae) Lepechiniella Popov[2]

Geografía
- Monte Lepekhina: sur de los Urales del Norte, en la zona axial de los montes Urales, al oeste de la matriz Denezhkin Stone, en la región de Sverdlovsk (60 ° 26'00 S 59 ° 14' W, altitud 1330 m s. n. m.[3]
- Aldea Lepehinka: en la región de Sarátov Krasnokutsk
- Estación de trenes del Ferrocarril Lepehinskaya Volga (en la línea de Krasny Kut - Astracán)

- La abreviatura «Lepech.» se emplea para indicar a Iván Lepiojin como autoridad en la descripción y clasificación científica de los vegetales.[4]

## Abreviatura (zoología)
La abreviatura Lepechin  se emplea para indicar a Iván Lepiojin como autoridad en la descripción y taxonomía en zoología.